# استار ۴۱۵۰
سیارک ۴۱۵۰ (به انگلیسی: 4150 Starr، نامگذاری:1984QC1) چهار هزار و صد و پنجاهمین سیارک کشف شده‌است که در ۳۱ اوت ۱۹۸۴ کشف شد.
قدر مطلق سیارک برابر ۱۲٫۹۰ است.